# Avondkoekoeksbloem

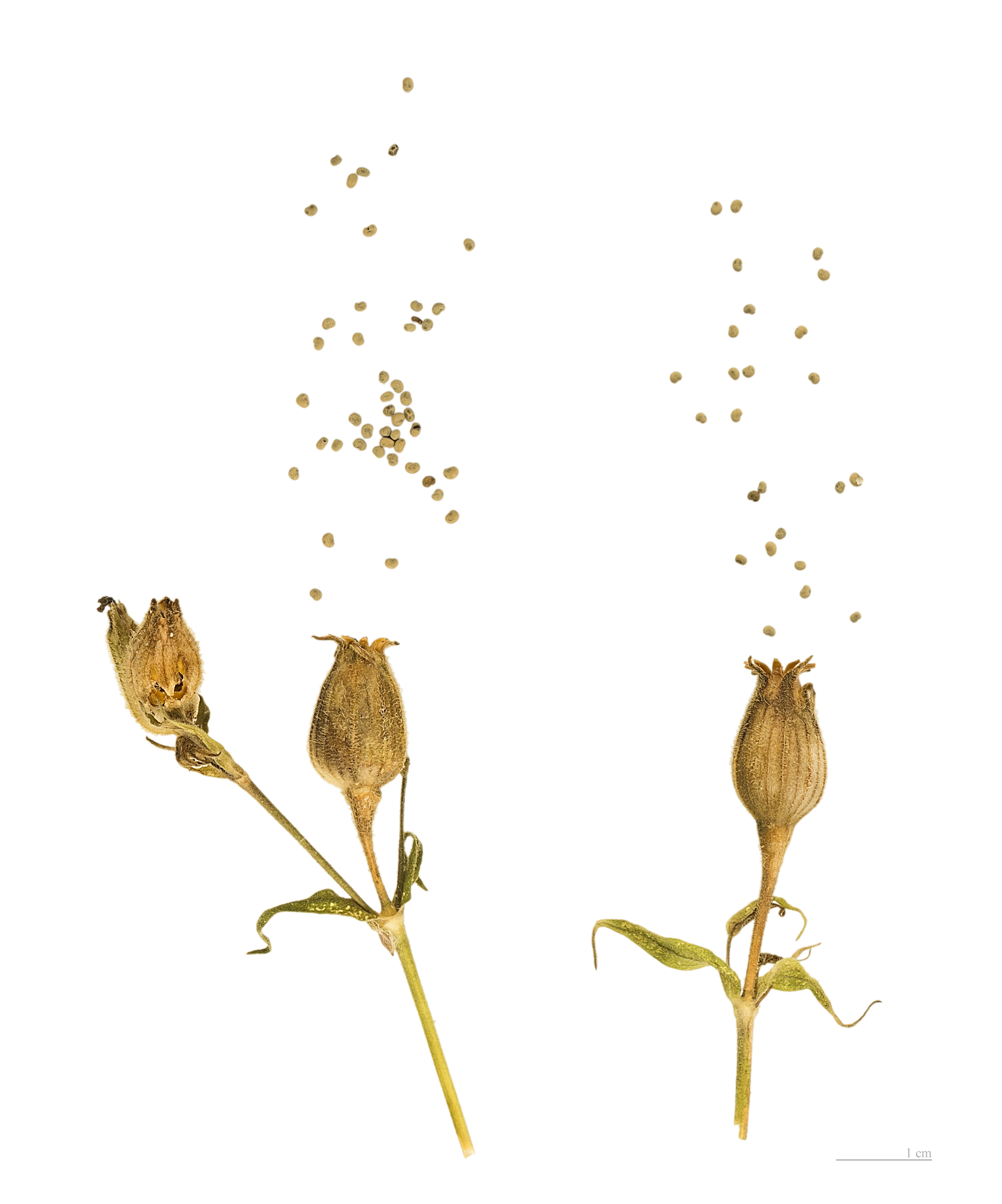
Silene latifolia

De avondkoekoeksbloem, witte silene of lijnkruid (Silene latifolia subsp. alba, synoniem: Melandrium album) is een plant uit de anjerfamilie (Caryophyllaceae). De soort dankt zijn naam aan de bloemen, die 's avonds openstaan.

## Kenmerken
Het is een tot 1 m hoge, algemeen voorkomende, eenjarige tot vaste plant. De behaarde stengels zijn meestal recht opgericht en vertakt. De bladeren staan paarsgewijs aan de stengel.
De soort is tweehuizig. De eenslachtige bloemen hebben vijf witte, aan de top diep ingesneden kroonbladen. De bloeiperiode is van mei tot oktober. De bloemen verspreiden 's avonds een zwakke geur. Ze gaan strikt genomen al eerder open dan in de avond: in de loop van de middag. De vrucht is een met tanden openspringende doosvrucht.

## Naamgeving
De avondkoekoeksbloem werd al vóór Linnaeus als aparte soort onderscheiden. Michelangelo Tilli weidde in 1723 een lemma aan de soort, met als naam "Lychnis sylvestris alba simplex". Linnaeus vatte die naam echter op als een synoniem van de dagkoekoeksbloem, door hem Lychnis dioica genoemd. De eerste auteur na Linnaeus die inzag dat Linnaeus twee soorten onder één naam behandelde, was Philip Miller. In 1768 deelde hij Linnaeus' soort op in twee soorten, waarbij hij de avondkoekoeksbloem de naam Lychnis alba gaf. Alba is Latijn voor "wit", verwijzend naar de witte kroonbladen van deze soort.
De "koekoeksbloemen" werden door Johann Christoph Röhling in 1812 in een apart geslacht Melandrium geplaatst. Die opvatting werd sindsdien breed geaccepteerd, zij het dat de echte koekoeksbloem meestal weer in het geslacht Lychnis werd ondergebracht. De avondkoekoeksbloem was bijna 200 jaar in veel flora's als Melandrium album te vinden.
Met de opkomst van de moleculaire fylogenie werd duidelijk dat de geslachten Lychnis en Silene nauw aan elkaar verwant waren, en dat de soorten uit het geslacht Melandrium binnen dezelfde groep vielen. In 1982 publiceerden Werner Greuter en Hervé Maurice Burdet de opvatting dat Melandrium album en Silene latifolia moesten worden beschouwd als ondersoorten van één soort. De naam latifolia Poir. dateert van 1789; de naam alba Mill. dateert van 1768, en is dus de oudste van de twee. In Silene was de naam alba echter al bezet (Silene alba Muhl. ex Rohrb. pro syn. (1869) = Silene nivea (Nutt.) DC.), en de oudste beschikbare naam voor de soort was latifolia, zodat de avondkoekoeksbloem de naam Silene latifolia subsp. alba kreeg. De naam Silene is inmiddels geconserveerd tegenover de exact even oude naam Lychnis.

### Synonymie
- Lychnis alba Mill. The Gardeners Dictionary: Lyc (1768) (basioniem)
  - Melandrium album (Mill.) Garcke Flora von Nord- und Mittel-Deutschland, vierte Auflage: 55 (1858)
  - Silene alba (Mill.) E.H.L.Krause J. Sturms Flora von Deutschland in Abbildungen nach der Natur, zweite Auflage 5: 98 (1901) non Muhl. ex Rohrb. (1869)
  - Melandrium dioicum subsp. album (Mill.) D.Löve Botaniska Notiser 1944(2): 200 (1944), nom. illeg.
  - Silene latifolia Poir. subsp. alba (Mill.) Greuter & Burdet Willdenowia 12(2): 189 (1982)
- Lychnis vespertina Sibth. Flora Oxoniensis: 146 (1794)
  - Melandrium vespertinum (Sibth.) Fr. Botaniska Notiser 1842(10): 170 (1842)[noot 2]
- Lychnis pratensis Rafn Danmarks og Holsteens flora 2: 792 (1800)[noot 3][noot 4]
  - Melandrium pratense (Rafn) Röhl. Deutschlands Flora ed. 2, 2: 274 (1812)
  - Silene pratensis (Rafn) Godr. Mémoires de la société royale des sciences, lettres et arts de Nancy 1846: 171 (1847)

## Voorkomen
De plant staat op beschaduwde, grassige plaatsen, en in voedselrijke ruigten. De nominaat Silene latifolia subsp. latifolia heeft een mediterrane verspreiding, de ondersoort alba komt voor in vrijwel heel Eurazië, met uitzondering van Zuidoost-Azië.